# Pedilus terminalis
Pedilus terminalis es una especie de coleóptero de la familia Pyrochroidae. Mide de 5 a 8 mm.

## Distribución geográfica
Habita en el este de Estados Unidos.